# Paullinia
Paullinia är ett släkte av kinesträdsväxter. Paullinia ingår i familjen kinesträdsväxter.

## Dottertaxa tillPaullinia, i alfabetisk ordning[1]
- Paullinia acuminata
- Paullinia acutangula
- Paullinia alata
- Paullinia allenii
- Paullinia alsmithii
- Paullinia anisoptera
- Paullinia anodonta
- Paullinia anomophylla
- Paullinia apoda
- Paullinia arenicola
- Paullinia aspera
- Paullinia austin-smithii
- Paullinia baileyi
- Paullinia barbadensis
- Paullinia bernhardii
- Paullinia berteroana
- Paullinia bicorniculata
- Paullinia bidentata
- Paullinia bilobulata
- Paullinia boliviana
- Paullinia bracteosa
- Paullinia brenesii
- Paullinia bristanii
- Paullinia buricana
- Paullinia caloptera
- Paullinia cambessedesii
- Paullinia capitata
- Paullinia capreolata
- Paullinia carpopoda
- Paullinia carrenoi
- Paullinia castanifolia
- Paullinia cauliflora
- Paullinia cearensis
- Paullinia chocoensis
- Paullinia cirrhipes
- Paullinia clathrata
- Paullinia clavigera
- Paullinia clematidifolia
- Paullinia conduplicata
- Paullinia connaracea
- Paullinia coriacea
- Paullinia correae
- Paullinia costaricensis
- Paullinia costata
- Paullinia cristata
- Paullinia cuneata
- Paullinia cupana
- Paullinia cururu
- Paullinia curvicuspis
- Paullinia dasygonia
- Paullinia dasyphylla
- Paullinia dasystachya
- Paullinia degranvillei
- Paullinia densiflora
- Paullinia dodgei
- Paullinia dukei
- Paullinia echinata
- Paullinia elegans
- Paullinia eliasii
- Paullinia elliptica
- Paullinia elongata
- Paullinia emetica
- Paullinia enneaphylla
- Paullinia eriocarpa
- Paullinia exalata
- Paullinia faginea
- Paullinia ferruginea
- Paullinia fibrigera
- Paullinia filicifolia
- Paullinia fimbriata
- Paullinia firma
- Paullinia fissistipula
- Paullinia fistulosa
- Paullinia fournieri
- Paullinia fraxinifolia
- Paullinia funicularis
- Paullinia fuscescens
- Paullinia fusiformis
- Paullinia gigantea
- Paullinia globosa
- Paullinia glomerulosa
- Paullinia granatensis
- Paullinia grandifolia
- Paullinia guaviarensis
- Paullinia hemiptera
- Paullinia hispida
- Paullinia hitchcockii
- Paullinia hymenobracteata
- Paullinia hystrix
- Paullinia imberbis
- Paullinia ingifolia
- Paullinia integra
- Paullinia interrupta
- Paullinia isoptera
- Paullinia itayensis
- Paullinia josecuatrii
- Paullinia kallunkii
- Paullinia killipii
- Paullinia laeta
- Paullinia largifolia
- Paullinia latifolia
- Paullinia leiocarpa
- Paullinia linearis
- Paullinia lingulata
- Paullinia livescens
- Paullinia macrocarpa
- Paullinia macrophylla
- Paullinia mallophylla
- Paullinia manarae
- Paullinia marginata
- Paullinia mariae
- Paullinia martinensis
- Paullinia mazanensis
- Paullinia meliifolia
- Paullinia micrantha
- Paullinia microneura
- Paullinia mollicoma
- Paullinia morii
- Paullinia navicularis
- Paullinia nitida
- Paullinia nobilis
- Paullinia novemalata
- Paullinia nuriensis
- Paullinia obovata
- Paullinia oldemanii
- Paullinia olivacea
- Paullinia pachycarpa
- Paullinia panamensis
- Paullinia parvibractea
- Paullinia paullinioides
- Paullinia perlata
- Paullinia pilonensis
- Paullinia pinnata
- Paullinia plagioptera
- Paullinia platymisca
- Paullinia plumieri
- Paullinia polyphylla
- Paullinia prevostiana
- Paullinia pterocarpa
- Paullinia pterophylla
- Paullinia pteropoda
- Paullinia quitensis
- Paullinia racemosa
- Paullinia reticulata
- Paullinia revoluta
- Paullinia rhizantha
- Paullinia rhomboidea
- Paullinia riodocensis
- Paullinia rubiginosa
- Paullinia rufescens
- Paullinia rugosa
- Paullinia scaberula
- Paullinia scabra
- Paullinia selenoptera
- Paullinia seminuda
- Paullinia serjaniifolia
- Paullinia sessiliflora
- Paullinia setosa
- Paullinia simulans
- Paullinia sphaerocarpa
- Paullinia spicata
- Paullinia spicithyrsa
- Paullinia splendida
- Paullinia sprucei
- Paullinia stellata
- Paullinia stenopetala
- Paullinia sternii
- Paullinia stipitata
- Paullinia stipularis
- Paullinia subauriculata
- Paullinia subnuda
- Paullinia talamancensis
- Paullinia tarapotensis
- Paullinia tenera
- Paullinia tenuifolia
- Paullinia ternata
- Paullinia tetragona
- Paullinia thalictrifolia
- Paullinia tomentosa
- Paullinia tricornis
- Paullinia trifoliolata
- Paullinia trigonia
- Paullinia trilatera
- Paullinia tumbesensis
- Paullinia turbacensis
- Paullinia uchocacha
- Paullinia uloptera
- Paullinia unifoliolata
- Paullinia weinmanniifolia
- Paullinia venezuelana
- Paullinia venosa
- Paullinia verrucosa
- Paullinia vespertilio
- Paullinia xestophylla
- Paullinia yoco